# Allophylus persicifolius
Allophylus persicifolius är en kinesträdsväxtart som beskrevs av Lucien Leon Hauman. Allophylus persicifolius ingår i släktet Allophylus och familjen kinesträdsväxter. Inga underarter finns listade i Catalogue of Life.